# Сан Винченцо Вале Ровето Супериоре (Л'Аквила)
Сан Винченцо Вале Ровето Супериоре (итал. San Vincenzo Valle Roveto Superiore) је насеље у Италији у округу Л'Аквила, региону Абруцо.
Према процени из 2011. у насељу је живело 553 становника. Насеље се налази на надморској висини од 392 м.